# 昭和最後の秋のこと
『昭和最後の秋のこと』（しょうわさいごのあきのこと）は、1999年7月1日に発売された森進一と桂銀淑のシングル。同曲を2人がそれぞれ競作としてシングル発売した。

## 解説
- 貧しいながらも良き時代であった「昭和」の、夫婦愛をテーマに詞を書いた阿久悠が「いい詞ができた」と浜圭介・奥村チヨ夫妻にプレゼントをしてでき上がった楽曲であり、浜の推薦により桂銀淑が歌うことになった[1]。

- 共にハスキーヴォイスを持つ森進一と桂銀淑が競作で同日にシングルとして発売。

- 1999年8月18日には浜圭介も両A面シングル「殺したい男/昭和最後の秋のこと」として発売している。浜圭介にとっては、6年ぶりのレコーディングとなった[1]。

## 昭和最後の秋のこと（森進一）
- 森進一の99枚目のシングル。阿久悠作品でのシングル発売は、1992年の「悲しい歌が流行ります」以来7年振りとなった。

### 収録曲
- 両楽曲共に、作詞：阿久悠

1. 昭和最後の秋のこと（4分39秒）
作曲：浜圭介／編曲：川村栄二
2. 六本木物語（4分40秒）
作曲：杉本真人／編曲：川口真

## 昭和最後の秋のこと（桂銀淑）
- 桂銀淑の20枚目のシングル。日本デビュー15周年の年に発売された。

- 金榮秀（キム・ヨンス）との離婚後、初のシングルだが、皮肉にも夫婦愛がテーマとなった[1]。

### 収録曲
- 両楽曲共に、作曲：浜圭介／編曲：川村栄二

1. 昭和最後の秋のこと（4分39秒）
作詞：阿久悠
2. 夜に咲く花（3分28秒）
作詞：岡田冨美子